# RD–180

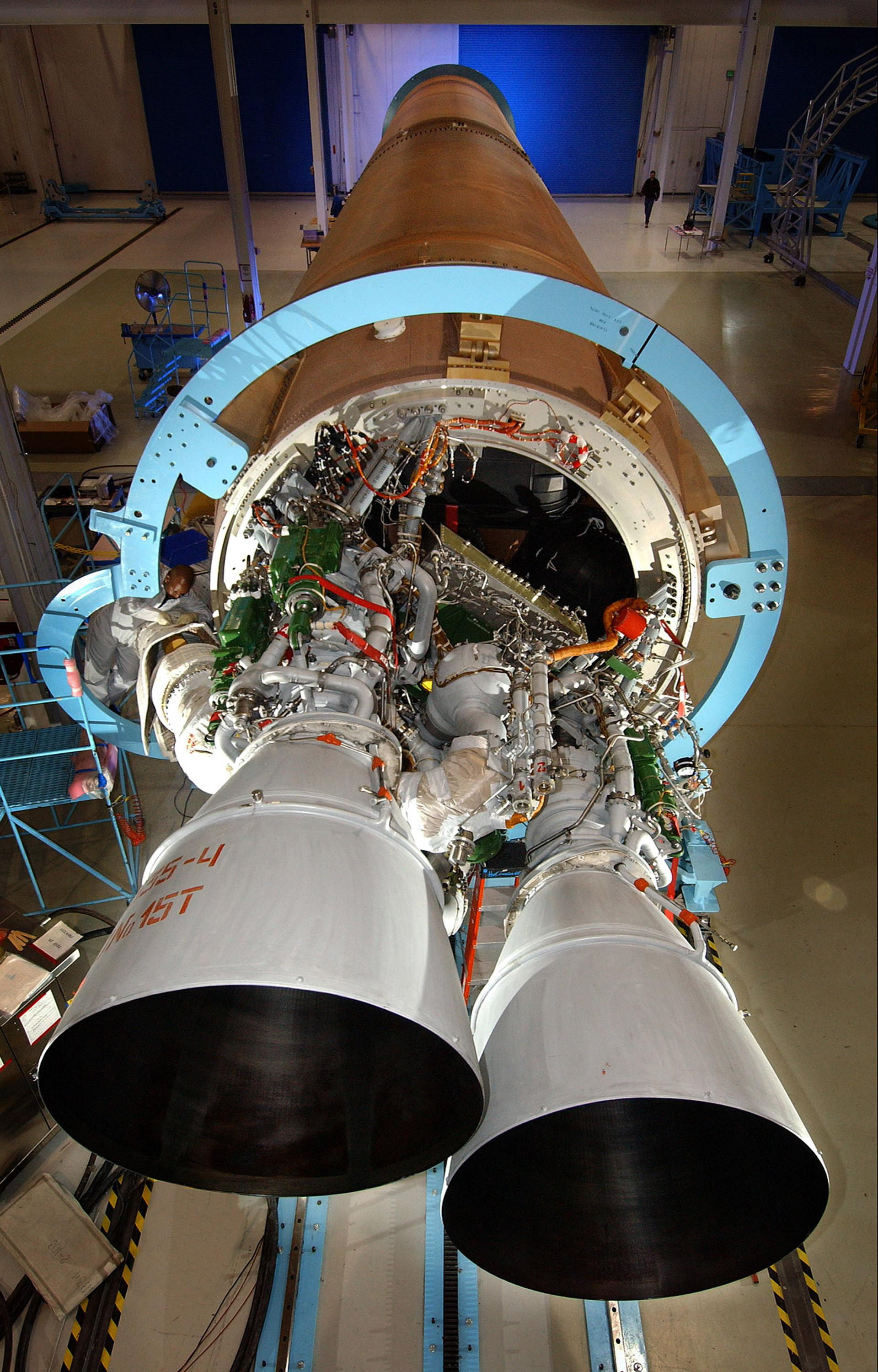
Az RD–180-as hajtómű az Atlas V első fokozatába építve

Az RD–180 két égéstérrel és két fúvócsővel rendelkező, orosz fejlesztésű, zárt ciklusú folyékony hajtóanyagú rakétahajtómű. Az orosz NPO Enyergomas vállalat tervezte és gyártja. A hajtóművet amerikai Atlas hordozórakétákon alkalmazzák. A jelenleg üzemelő legjobb hatásfokú folyékony hajtóanyagú rakétahajtómű.

## Története
Az 1980-as évek végén fejlesztették ki. 1996 novemberében hajtották végre vele az első teszteket. A hajtómű gyártási technológiáját 1996-ban megvásárolta az amerikai General Dynamics vállalat is. 1997–1998-ban az Egyesült Államokban tesztelték. 1999 tavaszán kapott alkalmassági bizonyítványt az Atlas hordozórakétán történő használatára. Először 2000 májusában az amerikai Atlas IIA–R hordozórakétán hajtottak végre vele indítást. Az első indítás után kisebb módosításokat végeztek rajta, ezt követően az Atlas V első fokozatának hajtóműve lett (2005 nyarán kapta meg a hajtómű az alkalmassági bizonyítványt az Atlas V-re). A hajtómű gyártási jogával jelenleg a Lockheed Martin vállalat rendelkezik az Egyesült Államokban. Az amerikai gyártást a Pratt & Whitney-nél tervezik, de ez egyelőre nem valósult meg. Az Enyergomas és a Pratt & Whitney közös vállalatot hozott létre RD AMROSS néven a hajtómű közös gyártására. Valamennyi eddig felhasznált RD–180-as hajtómű Oroszországban, az Enyergomas vállalatnál készült.
Oroszországban a jövőben a Rusz–M űrhajózási hordozórakétán tervezik alkalmazni.

## Szerkezeti kialakítása
A hajtóművet a négy égésterű RD–170-ből alakították ki, az RD–180 lényegében egy fél RD–170-es hajtómű, annak számos berendezését felhasználták. Tüzelőanyaga kerozin, oxidálóanyagként folyékony oxigént alkalmaznak. Az égéstér kialakítása olyan, hogy a magas nyomáson megvalósuló égési folyamat rendkívül nagy hatásfokú, így a hajtóművel nagy tolóerőt tudtak elérni. A zárt ciklusú hajtómű jellegzetessége, hogy a szivattyúkat működtető turbina gázgenerátora előégéstérként működik, az oxigéndús égésterméket a hajtómű fő égésterébe vezetik, ahol az oxigénben dús gázokban további kerozint égetnek el. A fúvócsövek mozgatását a kormányzás során négy-négy hidraulikus munkahenger végzi. A jó égési folyamatnak köszönhetően üzeme tiszta, korom nem képződik.
A fúvócsövek ±8°-ban fordíthatóak el. Diagnosztikai és állapotfigyelő rendszerrel van ellátva.

## Műszaki jellemzői
- Tolóerő vákuumban: 4,15 MN
- Tolóerő tengerszinten: 3,83 MN
- Fajlagos impulzus: 338 s (3313 N·s/kg)
- Fajlagos impulzus tengerszinten: 311 s (3053 Ns/kg)
- Száraz tömeg: 5480 kg
- Átmérő: 3,15 m
- Hossz: 3,56 m
- Égésterek száma: 2
- Égéstérnyomás: 25,7 MPa
- Oxidálóanyag–tüzelőanyag arány: 2,72
- Tolóerő–súly arány: 78,44